# 유익수
유익수(劉益壽, ? ~ 기원전 58년)는 전한 후기의 제후로, 하간헌왕의 증손이다.

## 행적
후원 원년(기원전 88년), 아버지 유영의 뒤를 이어 누후(蔞侯)에 봉해졌다.
누원후 31년(기원전 58년)에 죽으니 시호를 원(原)이라 하였고, 작위는 아들 유충세가 이었다.

## 출전
- 반고, 《한서》 권15상 왕자후표 上

| 선대 아버지 누희후 유영 | 전한의 누후 기원전 88년 ~ 기원전 58년 | 후대 아들 누안후 유충세 |